# Diego de Muros (bispo de Oviedo)
Diego de Muros (falecido a 18 de agosto de 1525) foi um prelado católico romano que serviu como bispo de Oviedo (1512–1525) e bispo de Mondoñedo (1505–1512). Foi um dos três bispos de Espanha que serviram contemporaneamente com o mesmo nome, sendo os outros Diego de Muros (bispo das Ilhas Canárias) e Diego de Muros (bispo de Ciudad Rodrigo).

## Biografia
No dia 4 de abril de 1505, Diego de Muros foi nomeado bispo de Mondoñedo durante o papado de Júlio II. A 1 de outubro de 1512, Diego de Muros foi nomeado bispo de Oviedo durante o papado do mesmo Papa, onde serviu como bispo até à sua morte no dia 18 de agosto de 1525.